# Sanagire
Sanagire (en georgiano: სანაგირე; sɑnɑgɪrɛ) es un monasterio medieval ortodoxo georgiano en la región de Kajetia, Georgia. Se encuentra ubicado en el municipio de Gurdschaanis, a seis kilómetros del pueblo de Wasissubani.

## Historia
El complejo del monasterio consiste en una basílica con tres naves del siglo X-XI y una basílica medieval de una sola nave. Cerca se encuentran las ruinas del edificio del monasterio y el muro del recinto. La gran basílica está construida en piedra tallada y ladrillo. El monasterio es de tipo tetraconcha y se encuentra vacío en la actualidad, mientras que la iglesia necesita rehabilitación urgente.
A unos cien metros al noreste del monasterio están las ruinas de una iglesia más pequeña, llamada la Capilla Sanagire-Cloverleaf (en georgiano: სანაგირის ტეტრაკონქი). De esa capilla sólo se conservan los muros (aproximadamente 2.5-3 m hacia el este y el sur, y aún menos hacia el oeste y el norte), y el techo está completamente derrumbado.